# Atletismo nos Jogos Pan-Americanos de 2015 - Lançamento de dardo masculino

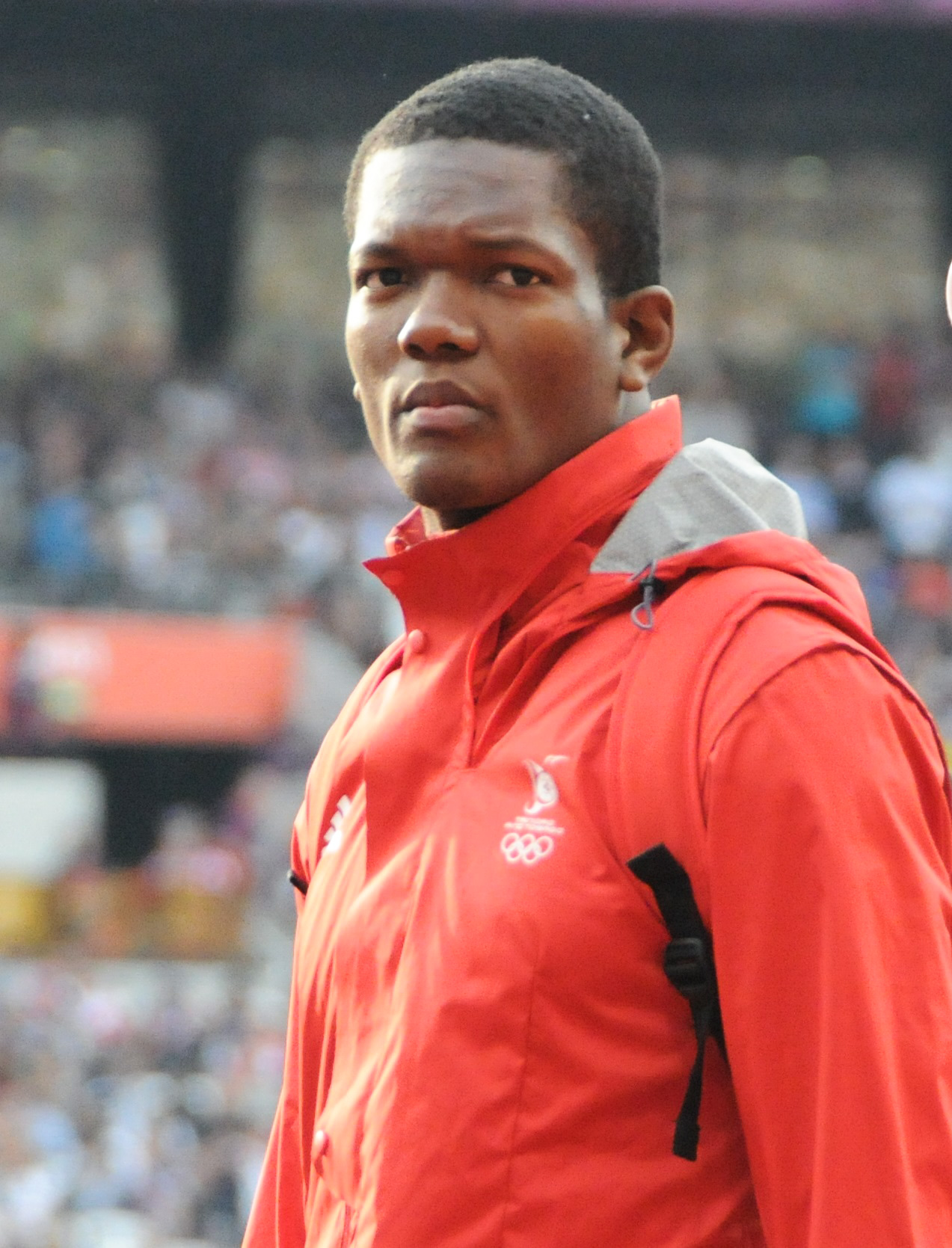
O triunfador nesta instância é Keshorn Walcott, conquistador do ano de 2012.

A competição do lançamento de dardo masculino  foi um dos eventos do atletismo nos Jogos Pan-Americanos de 2015, em Toronto. Foi disputada no Estádio CIBC de Atletismo Pan e Parapan-Americano no dia 24 de julho.

## Calendário
Horário local (UTC-4).
| Data        | Horário | Fase  |
| ----------- | ------- | ----- |
| 24 de julho | 17:35   | Final |

## Medalhistas
| Ouro   | TRI Keshorn Walcott         |
| Prata  | USA Riley Dolezal           |
| Bronze | BRA Júlio César de Oliveira |

## Recordes
Recordes mundial e pan-americano antes da disputa dos Jogos Pan-Americanos de 2015.
| Tipo                             | Atleta             | Marca   | Local       | Data                  |
| -------------------------------- | ------------------ | ------- | ----------- | --------------------- |
|                                  | Jan Železný        | 98,48 m | Jena        | 25 de maio de 1996    |
| Recorde dos Jogos Pan-Americanos | Guillermo Martínez | 87,20 m | Guadalajara | 28 de outubro de 2011 |

## Resultados

### Final
| Colocação         | Atleta                  | Nacionalidade         | #1    | #2    | #3    | #4    | #5    | #6    | Marca | Notas                |
| ----------------- | ----------------------- | --------------------- | ----- | ----- | ----- | ----- | ----- | ----- | ----- | -------------------- |
| Medalha de ouro   | Keshorn Walcott         | TTO Trinidad e Tobago | 79.03 | 83.27 | x     | –     | –     | –     | 83.27 |                      |
| Medalha de prata  | Riley Dolezal           | USA Estados Unidos    | 77.17 | 75.99 | 76.28 | 81.62 | 76.49 | 79.70 | 81.62 | Recorde da temporada |
| Medalha de bronze | Júlio César de Oliveira | BRA Brasil            | 80.29 | 80.94 | x     | 80.21 | x     | x     | 80.94 |                      |
| 4                 | Braian Toledo           | ARG Argentina         | x     | 76.07 | 77.68 | 74.52 | 72.44 | 73.02 | 77.68 |                      |
| 5                 | Sean Furey              | USA Estados Unidos    | 76.30 | 74.86 | 77.41 | x     | 74.68 | 77.41 | 77.41 |                      |
| 6                 | Dayron Márquez          | COL Colômbia          | x     | 75.86 | 73.76 | x     | 71.32 | 72.93 | 75.86 |                      |
| 7                 | Evan Karakolis          | CAN Canadá            | 72.16 | 75.09 | 73.64 | x     | –     | 69.13 | 75.09 | Recorde pessoal      |
| 8                 | Guillermo Martínez      | CUB Cuba              | 70.99 | 69.90 | 74.79 | 72.45 | 71.39 | 72.57 | 74.79 |                      |
| 9                 | Osmany Laffita          | CUB Cuba              | 69.15 | 74.50 | x     |       |       |       | 74.50 |                      |
| 10                | Víctor Fatecha          | PAR Paraguai          | 73.81 | x     | x     |       |       |       | 73.81 |                      |
| 11                | Raymond Dykstra         | CAN Canadá            | x     | 69.17 | 73.73 |       |       |       | 73.73 |                      |
| 12                | Shakeil Waithe          | TTO Trinidad e Tobago | x     | 70.85 | 73.21 |       |       |       | 73.21 |                      |

Legenda
| Recorde mundial                  | Recorde mundial (World record)               |                       | Recorde africano                      | Recorde africano (African) |                                           | Q | Classificado por posição (Qualified) |
| Recorde dos Jogos Pan-Americanos | Recorde pan-americano (Pan-American record)  | Recorde da América    | Recorde da América (Americas)         | q                          | Classificado por melhor tempo (Qualified) |   |                                      |
| Melhor marca do ano              | Melhor marca do ano (World leading)          | Recorde asiático      | Recorde asiático (Asian)              | DNS                        | Não largou (Did not start)                |   |                                      |
| Recorde nacional                 | Recorde nacional (National record)           | Recorde europeu       | Recorde europeu (European)            | DNF                        | Não terminou (Did not finish)             |   |                                      |
| Recorde pessoal                  | Recorde pessoal do atleta (Personal best)    | Recorde da Oceania    | Recorde da Oceania (Oceania)          | DSQ / DQ                   | Desclassificado (Disqualified)            |   |                                      |
| Recorde da temporada             | Recorde da temporada do atleta (Season best) | Recorde sul-americano | Recorde sul-americano (South America) | NM                         | Sem marca (No mark)                       |   |                                      |